# Psi Cassiopeiae
Psi Cassiopeiae (36 Cassiopeiae) é uma estrela na direção da constelação de Cassiopeia. Possui uma ascensão reta de 01h 25m 55.90s e uma declinação de +68° 07′ 47.8″. Sua magnitude aparente é igual a 4.72. Considerando sua distância de 193 anos-luz em relação à Terra, sua magnitude absoluta é igual a 0.86. Pertence à classe espectral K0III.